# Koviljka Špirić
Koviljka Špirić (ur. 4 grudnia 1963) – bośniacka dyplomatka, ambasador Bośni i Hercegowiny w Polsce (2010–2014; od 2019).

## Życiorys
Koviljka Špirić studiowała pedagogikę na Uniwersytecie w Nowym Sadzie (1983–1988). Od ukończenia studiów do 1992 pracowała w szkole podstawowej Ratko Jovanovicia w Tesliciu. Przez kolejnych pięć lat z kolei w tamtejszej szkole średniej im. Jovana Dučici. W latach 1997–2008 pracowała jako tłumaczka z angielskiego i polskiego dla misji IFOR, SFOR, EUFOR. W latach 2008–2010 odpowiadała za współpracę międzynarodową gminy Teslić. W październiku 2010 objęła funkcję ambasadora Bośni i Hercegowiny w Polsce, którą to pełniła do lutego 2014. Następnie, w latach 2014–2018 była ambasador BiH w Kanadzie. Od 11 lipca 2019 ponownie reprezentuje BiH w Polsce.
Otrzymała szereg wyróżnień od władz Teslicia za działalność społeczną. W 2014 została odznaczona Krzyżem Komandorskim Orderu Zasługi Rzeczypospolitej Polskiej.
Poza rodzimym językiem, używa także angielskiego i polskiego.